# Durango (Gerichtsbezirk)
Der Gerichtsbezirk Durango ist einer der sechs Gerichtsbezirke in der Provinz Bizkaia.
Der Bezirk umfasst 23 Gemeinden auf einer Fläche von 503,76 km² mit dem Hauptquartier in Durango.

## Gemeinden
| Gemeinde               | Einwohner (2024) | Fläche km² | Dichte Einw./km² | Cod INE | Postleitzahl |
| ---------------------- | ---------------- | ---------- | ---------------- | ------- | ------------ |
| Abadiño                | 7.742            | 36,06      | 215              | 48001   | 48220        |
| Amorebieta-Etxano      | 19.678           | 58,46      | 337              | 48003   | 48340        |
| Arantzazu              | 394              | 3,65       | 108              | 48006   | 48140        |
| Areatza                | 1.287            | 9,14       | 141              | 48093   | 48143        |
| Artea                  | 748              | 12,39      | 60               | 48023   | 48142        |
| Atxondo                | 1.356            | 23,21      | 58               | 48091   | 48291        |
| Bedia                  | 1.117            | 16,52      | 68               | 48092   | 48390        |
| Berriz                 | 4.600            | 30,07      | 153              | 48019   | 48240        |
| Dima                   | 1.505            | 61,83      | 24               | 48026   | 48141        |
| Durango                | 29.887           | 10,91      | 2.739            | 48027   | 48200        |
| Elorrio                | 7.266            | 37,20      | 195              | 48032   | 48230        |
| Ermua                  | 15.627           | 6,17       | 2.533            | 48034   | 48260        |
| Garai                  | 342              | 7,12       | 48               | 48039   | 48200        |
| Igorre                 | 4.330            | 17,28      | 251              | 48094   | 48140        |
| Iurreta                | 3.873            | 18,84      | 206              | 48910   | 48215        |
| Izurtza                | 230              | 4,28       | 54               | 48050   | 48213        |
| Lemoa                  | 3.586            | 15,85      | 226              | 48055   | 48330        |
| Mallabia               | 1.157            | 23,36      | 50               | 48058   | 48269        |
| Mañaria                | 531              | 17,55      | 30               | 48059   | 48212        |
| Otxandio               | 1.357            | 12,42      | 109              | 48072   | 48210        |
| Ubide                  | 164              | 2,92       | 56               | 48088   | 48145        |
| Zaldibar               | 3.027            | 11,56      | 262              | 48095   | 48250        |
| Zeanuri                | 1.250            | 66,97      | 19               | 48024   | 48148        |
| Gerichtsbezirk Durango | 111.054          | 503,76     | 220              | –       | –            |